# Walther Kranz
Walther Kranz (Georgsmarienhütte, Osnabrück, 23 de novembro de 1884 – Bonn, 18 de setembro de 1960) foi um filósofo, historiador da filosofia e filólogo clássico alemão.

## Biografia
Kranz estudou filosofia em Berlim entre 1903 e 1907 e doutorou-se em 1910 orientado por Ulrich von Wilamowitz-Moellendorff. De 1928 até 1933 dirigiu o célebre Gymnasium Schulpforta. A partir de 1932, começou a trabalhar na  didática das línguas antigas na Universidade de Halle como Professor Honorário. Ocupou-se com a edição de Die Fragmente der Vorsokratiker a partir da 5ª edição da obra, cujas primeiras edições foram feitas por Hermann Diels. 
Depois da toma do poder pelo partido dos nacionalsocialistas (a Machtergreifung), Kranz passou por dificuldades políticas. Sua esposa era judía. Por esse motivo transladou-se em 1935 a uma Hauptschule (escola do ensino médio) e em 1937 perdeu por completo a autorização para lecionar. Em 1943 aceitou o convite da Universidade de Istambul e exilou-se na Turquia, onde tomou posse da cátedra de Historia da filosofia e Filologia clássica nessa universidade, até 1950. Nesse ano foi nomeado professor honorário de Didática de línguas antigas e de Repercussão da Antiguidade na Universidade de Bonn. Faleceu em Bonn em 1960.

## Obras
- Stasimon. Untersuchungen zu Form und Gehalt der griechischen Tragödie. Berlim: Weidman, 1933.
- Geschichte der griechischen Literatur, Leipzig 1940; 1998 ISBN 3-88059-949-1
- Die griechische Philosophie: Zugleich eine Einführung in die Philosophie überhaupt, Leipzig 1941; 2004 ISBN 3-938484-85-3
- Studien zur antiken Literatur und ihrem Fortwirken. Kleine Schriften, Ernst Vogt (ed.), Heidelberg 1967 (pp. 501-508)
- Empedokles und die Atomistik, In: Revista Hermes, 47 (1912) p.18.
- Lukrez und Empedokles, In: Revista Philologus, 96 (1944) p.68.